# 大井真理子
大井 真理子（おおい・まりこ、Mariko Oi）は、東京都生まれの日本人ジャーナリスト。イギリス・英国放送協会（BBC）のイギリス国外向けテレビチャンネル「BBCワールドニュース」で、同局初の日本人リポーター兼プレゼンターを務めている。

## 経歴・人物
1981年、東京都生まれ。聖心女子学院中等科・高等科を卒業後、慶應義塾大学環境情報学部に入学。しかし、ジャーナリズム修学のため、1年生修了時にオーストラリア・RMIT大学ジャーナリズム学部に入学。
16歳（高校1年生）の時、父親の転勤がきっかけで、当時流行っていた『ビバリーヒルズ高校白書』をイメージして、深く考えもせずに、オーストラリアへの留学を決心した。それまでは、「玉の輿結婚が夢」と公言していたが、留学先で偶然視聴したBBCのドキュメンタリー番組に感動し、記者を目指そうと決心した他、留学先のオーストラリアのホストマザーから「不倫されたらどうするの?」と言われたことがきっかけで、夫に全面的に支えてもらう生活ではなく、自分1人でも生きられる人間になりたいと思うようになったという。RMIT大学時代は、コミュニティチャンネルのテレビ向けニュース番組や学生ラジオ局SYN FMで番組制作の経験を積み、現地の公共放送・オーストラリア放送協会（ABC）でインターンとしてジャーナリズムの現場での経験を積んだ。
2004年、アメリカに渡ってロイター通信でインターンを経験し、2005年に、当時専門ではなかった経済や金融情報を専門とするブルームバーグテレビジョンに入社。翌2006年12月、常勤スタッフがクリスマス休暇を取り、人員不足をカバーするために、フリーランスのプロデューサーとしてイギリス・英国放送協会（BBC）のシンガポール支局に入社。当初はシフトが殆ど貰えず、家賃が払えるのか不安な時もあったが、仕事や給料が貰えなくても、毎日出社し、ベテラン特派員が編集する様子を観察、勉強をしてきた。そして、正社員になって数ヶ月後、「誕生日に働くから」と懇願し、初めてオンエアの仕事を担当することになった。これをきっかけに、その後、他のキャスターの休暇・病欠時に、キャスター業を担当するようになった。現在は主に平日朝の『ニュースデイ』や『アジアビジネスレポート』でプレゼンター・リポーターを務めている。
2011年3月11日の東日本大震災の取材後、日本からのリポートを担当することが多くなったが、「日本からしか取材できない記者」と思われたくないと思い、ニューヨーク支局とロンドン本社での勤務を希望した。
2014年、半年間のロンドン本社での勤務を終え、妊娠8ヶ月でシンガポールに戻り、長女を出産し、3ヶ月後にスタジオでの仕事に復帰した。そして約3年後に長男を妊娠。第2子の時は、周りのサポート体制があったため、出産3日前までスタジオからキャスター業を務めていた。
2021年7月5日に日本入りし、東京オリンピック期間中、国立競技場前等から現地リポーターを務めた。その模様が毎日放送（MBSテレビ）『よんチャンTV』内の「大吉チョイス」で紹介された。

## 批判
日本にいた高校生時代から日本の歴史教育のあり方に興味があったことから、日本が第二次世界大戦中に近隣諸国で行った残虐な行為を、教科書の数ページで学ぶだけで、果たして被害を受けた国々の人たちときちんと理解しあえるのか、話ができるのかと疑問に思い、2013年3月に「私が経験した日本の歴史教育」という自身の記事を書き記した。しかし、一部からかなり激しく誤解され、インターネット上で「韓国寄りだ」「反日的」「植民地で悪逆の限りを尽くしてきたイギリスが何を言う」などと厳しい批判が起こった。

## 出演番組
- ニュースデイ - シンガポールの代理プレゼンター（2012年〜現在）
- アジアビジネスレポート - 代理プレゼンター